# Binnenhandelspolitik
Unter Binnenhandelspolitik als Teil der Handelspolitik sind alle staatlichen und nicht-staatlichen Rechtsnormen und Maßnahmen der wirtschaftlichen Handelsbeziehungen zwischen Wirtschaftssubjekten im Binnenhandel zu verstehen.

## Allgemeines
Die Handelspolitik ist ein Teilbereich der staatlichen Wirtschaftspolitik und besteht aus der Außenhandels- und Binnenhandelspolitik. Staatsziel der Binnenhandelspolitik ist die Schaffung von Rahmenbedingungen für eine erfolgreiche wirtschaftliche Tätigkeit der inländischen Wirtschaftssubjekte (Privathaushalte, Unternehmen und der Staat mit seinen Untergliederungen) untereinander. Die staatliche Wirtschaftspolitik hat die Rahmenbedingungen für Handelsunternehmen zu setzen, insbesondere den Bestand der Marktwirtschaft zu sichern und sie vor Fehlentwicklungen zu schützen. Die Binnenhandelspolitik wiederum hat den Binnenhandel zu gestalten, seine Strukturen zu überwachen (Betriebstypen und Betriebsgrößen) und die binnenwirtschaftlichen Handelsprozesse mit dem Ziel einer effizienten Distribution und Allokation von Gütern und Dienstleistungen zu steuern.
Die Binnenhandelspolitik erfasst den gesamten Binnenhandel eines Staates mit Waren, Dienstleistungen und den Kapitalverkehr.

## Geschichte
Der österreichische Nationalökonom Eugen Philippovich von Philippsberg beschrieb als einer der ersten im Jahre 1899 die Binnenhandelspolitik als „elementare Tatsache der Wirtschaft“. Er differenzierte bereits deutlich zwischen Außenhandels- und Binnenhandelspolitik: „Man hat vielfach angenommen, dass Außenhandel und Binnenhandel sich ihrem Wesen nach nicht unterscheiden. Der eine wie der andere weist Unternehmertätigkeit und Kapitalaufwendungen auf, um dort zu kaufen, wo man billig kaufen kann, um dort zu verkaufen, wo man teuer verkaufen kann. In dem einen Falle geschieht dies in den verschiedenen Gebietsteilen desselben Staates, in dem anderen in Gebieten, die verschiedenen Staaten angehören.“ Julius Hirsch befasste sich erstmals 1918 mit der Binnenhandelspolitik. Er ließ allerdings noch 1925 eine Definition des Begriffs Binnenhandelspolitik vermissen. Adolf Lampe arbeitete zeitlebens an der Forschung zum Binnenhandel und zur Binnenhandelspolitik. Im Jahre 1933 veröffentlichte er einen Aufsatz hierzu in Adolf Webers Buch. Für ein Gutachten beschäftigte sich Lampe zwischen 1935 und 1940 mit der Rüstungs- und Kriegswirtschaft.
Erich Hoppmann betonte 1959, dass es die Aufgabe der theoretischen Binnenhandelspolitik sei, eine widerspruchsfreie Gestaltung des Einsatzes der Instrumente zu beurteilen und ihre volkswirtschaftlichen Implikationen abzuschätzen. Im selben Jahr erschien Robert Nieschlags Standardwerk, der hierin Aufgaben und Ziele der deutschen Binnenhandelspolitik beschrieb. Im Jahre 1977 befasste sich Werner Oehler mit den Instrumenten und Zielen staatlicher Binnenhandelspolitik. Erwin Dichtl hielt noch 1979 eine Definition für „nicht opportun“. Bruno Tietz (1986) zufolge bemüht sich die staatliche Binnenhandelspolitik um „eine den übergeordneten wirtschaftspolitischen Zielen entsprechende Gestaltung des Handels“.

## Arten
Hans-Otto Schenk unterscheidet drei Arten der Binnenhandelspolitik:
- Makro-Binnenhandelspolitik erfasst die Gesamtheit aller Handelsbetriebe in einem Staat,
- Meso-Binnenhandelspolitik: hierzu gehören Handelsstufen, Wirtschaftszweige oder Verbände des Handels und
- Mikro-Binnenhandelspolitik: umfasst einzelne Handelsbetriebe, Betriebsgrößen und Betriebsformen.

Diese Ebenen unterscheiden sich durch den Aggregationsgrad. Die Handelsbetriebe, Handelsstufen usw. nennt Schenk „Politikobjekt“.

## Instrumente
Zur Erfüllung ihrer Aufgaben stehen der Binnenhandelspolitik Instrumente zur Verfügung. Dazu gehören die Gesetzgebung durch Rechtsnormen (Gesetze, Verordnungen) vor allem in den Rechtsgebieten Gewerberecht, Handelsrecht, Marktregulierung, Steuerrecht, Wettbewerbsrecht oder Wirtschaftsrecht bis hin zum Ladenschluss. Aktionsfelder sind Ordnungspolitik, Strukturpolitik und Prozesspolitik. Diese Rechtsgebiete regeln den Marktzutritt und Marktaustritt, Konzernfragen, Marktentwicklung, Marktverhalten, Qualifikation der Unternehmen und ihrer Mitarbeiter, Unternehmensbesteuerung oder Rechtsgrundlagen für bestimmte Transaktionen.
Neben diesen gesetzlichen Regelungen wirken sich auch nationale Handelsbräuche auf den Binnenhandel aus. Dabei handelt es sich um verpflichtende Regeln, die auf einer gleichmäßigen, einheitlichen und freiwilligen tatsächlichen Übung bei Handelsgeschäften der Kaufleute beruht, die sich innerhalb eines angemessenen Zeitraumes für vergleichbare Geschäftsvorfälle gebildet hat und der eine einheitliche Auffassung der Beteiligten zugrunde liegt. Hierzu gehören Handelsklauseln wie beispielsweise die Abrede „ab Werk“. 

## Wirtschaftsordnung
Eine Binnenhandelspolitik gibt es in jeder Wirtschaftsordnung, gleichgültig, ob es sich um marktwirtschaftliche oder zentralverwaltungswirtschaftliche Systeme handelt. Bei letzteren ist die Eingriffsschwelle des Staates in die gelenkte Volkswirtschaft durch Staatsinterventionismus wesentlich schneller erreicht als in einem marktwirtschaftlichen System, das generell den Freihandel propagiert.